# Пролећни снег
„Пролећни снег“ (јап. 春の雪, Хару но јуки) је историјско-љубавни роман јапанског књижевника Јукија Мишиме, први део тетралогије „Море плодности“, за којим следе романи „Помамни коњ“ (1969), „Храм свитања“ (1970) и „Пад анђела“ (1970). Периодично је излазио у часопису Шинчо од 1965. до 1967, док се у облику књиге први пут појавио 1969.
Радња је смештена на почетак тајшо периода. Говори о Кијоакију, сину новопечених богаташа, и његовој љубави према Саторо, другарици из детињства и ћерци осиромашених племића. Осим љубави и ератологије Мишима у „Пролећном снегу“ тематизује декаденцију старих јапанских вредности и последице отварања земље према Западу, пријатељство, филозофију хосо будизма и питање реинкарнације. Кијоакијев пријатељ Хонду појављује се у сва четири дела театролије „Море плодности“ и преко њега читалац сагледава даље реинкреације Кијоакија. Истоимени филм заснован на „Пролећном снегу“ снимљен је 2008. у режији Исаоа Јукисаде. Роман је преведен на српски језик.

## Радња
Радња се догађа у Јапану током 1912. и 1913, и темељи се на приказивању трагичне љубави између Кијоакија Мацоаге, младог сина новопечених богаташа и потомка средњокласних самураја, и Сатоко Ајакуре, ћерке осиромашених јапанских аристократа. Иако пријатељи од детињства (Кијоакијев отац је послао сина у породицу Ајакура да се одмалена васпитава отменом понашању), услед Кијоакијеве тврдоглавости и Сатокиног задиркивања млађег дечака, пар се не упушта у љубав, све док Сатоко не бива верена за царског принца. Низ догађаја који следе одређују и уништавају њихове животе.

## Издања на српском
- Јукио Мишима, „Пролећни снег“ (превод са енглеског: Гордана Велмар-Јанковић), АЕД студио; Рад, Беодград, 2008.  69865740
- Јукио Мишима, „Пролећни снег“ (превод са енглеског: Гордана Велмар-Јанковић), Танеси, АЕД студио, Београд, 2014.  151852044